# Waldemar Swahn

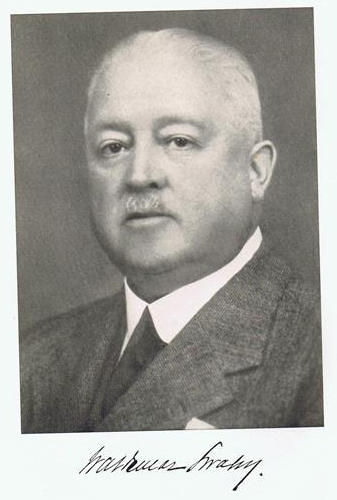
Waldemar Swahn.

Waldemar Paul(us) Oscar Swahn, född den 12 januari 1877 i Kalmar, död den 13 mars 1957 i Engelbrekts församling i Stockholm, var en svensk tidningsman, författare och tecknare, som ibland skrev under signaturen Wolodja. Han var son till författaren Frans Oscar Birger Swahn och Hedvig Amalia Genberg och bror till Ragnar Swahn samt dotterson till Amélie Toll och biskop Paulus Genberg. 

## Biografi
Swahn avlade studentexamen i Kalmar 1896. Han bedrev sedan juridiska och estetiska studier vid Uppsala universitet, där han avlade juridisk preliminärexamen 1896 och kansliexamen 1904. Efter några år i statlig tjänst vid Kommerskollegium och Arméförvaltningens intendentsdepartement ägnade han sig från 1908 uteslutande åt journalistik och skriftställeri. Swahn blev 1911 medarbetare i Stockholms Dagblad och övertog 1917 redaktionen av Hela världen och skribent i Aftonbladet 1920 och från 1921 knuten till Stockholms-Tidningen. År 1927 grundade han och blev verkställande direktör i AB Scriptor, Institut för forskning och kulturell förmedling, i vilket även Ernst E. Areen kom att verka. 

## Författarskap
Av hans skisser och kåserier kan nämnas samlingarna Kungl. maj:ts och rikets (1909), Välborna och högädla (1911) och Mannen som förlorade huvudet (1915); dessutom utgav han romanerna De ljusa och de mörka Windelcrantzarne (1916; 3:e upplagan 1917) och Det gamla kommendantshuset (5 upplagor 1917). 
Bland hans övriga författarskap märks Det lyckliga Bokenäs (1919), Staden vid ån (1920), Den gamla vallen (1922), Haga från tjusarkonungens tid till våra dagar (1922) samt böcker om Emilie Högqvist (1924) och Beylon (1925). År 1938 kom en bok om Gustav V med anledning av dennes åttioårsdag och vidare Axel Granholm och hans rallare: ödemarkspionjären, järnvägsbyggaren, diktatorn, arbetarvännen (1940), Sven Lübeck: vattenbyggare, länsfader, socialpolitiker, glädjespridare, vänskapsvirtuos (1941) och Per Albin Hansson: springpojken som blev statsminister (1942). Som tecknare var han autodidakt och redan under sin tid på gymnasiet och de första åren vid universitetet tecknade han karikatyrteckningar och fick några teckningar publicerade i Kurre. Runt sekelskiftet 1900 fick han handledning av sin bror i oljemåleri men han slog snart bort tanken på att måla tavlor men han fortsatte med sitt tecknande och illustrerade själv några av de böcker han utgav. 
Waldemar Swahn är begravd på Södra kyrkogården i Kalmar.